# Льєж
Льєж (фр. Liège, валлон. Lîdje) — місто в Бельгії (Валлонія), адміністративний центр провінції Льєж. 185 тис. жителів (з агломерацією 600 тис.).

## Назва
- Льєж (фр. Liège, МФА: [ljɛʒ]; місц. [li.eːʃ]) — французька назва.
- Люттіх (нім. Lüttich), МФА: [ˈlʏtɪç]) — німецька назва.
- Ліч (валлон. Lîdje, МФА: [liːtʃ]) — валлонська назва.
- Лейк (нід. Luik, МФА: [lœyk]) — нідерландська назва.
- Леодій (лат. Leodium) — латинська назва.

## Історія
Льєж має надзвичайно багату історію. Археологічні розкопки, проведені неподалік сучасного міста, свідчать про наявність на цій території поселень ще 800 тис. років тому. Перші згадки про місто датуються 558 роком, однак містом був визнаний після смерті Св. Ламберта 17 вересня 705? року.
В Рокурі (тоді — передмісті Льєжа) в 1746 році, під час війни за австрійську спадщину відбулась битва при Рокурі.

## Транспорт

### Повітряний

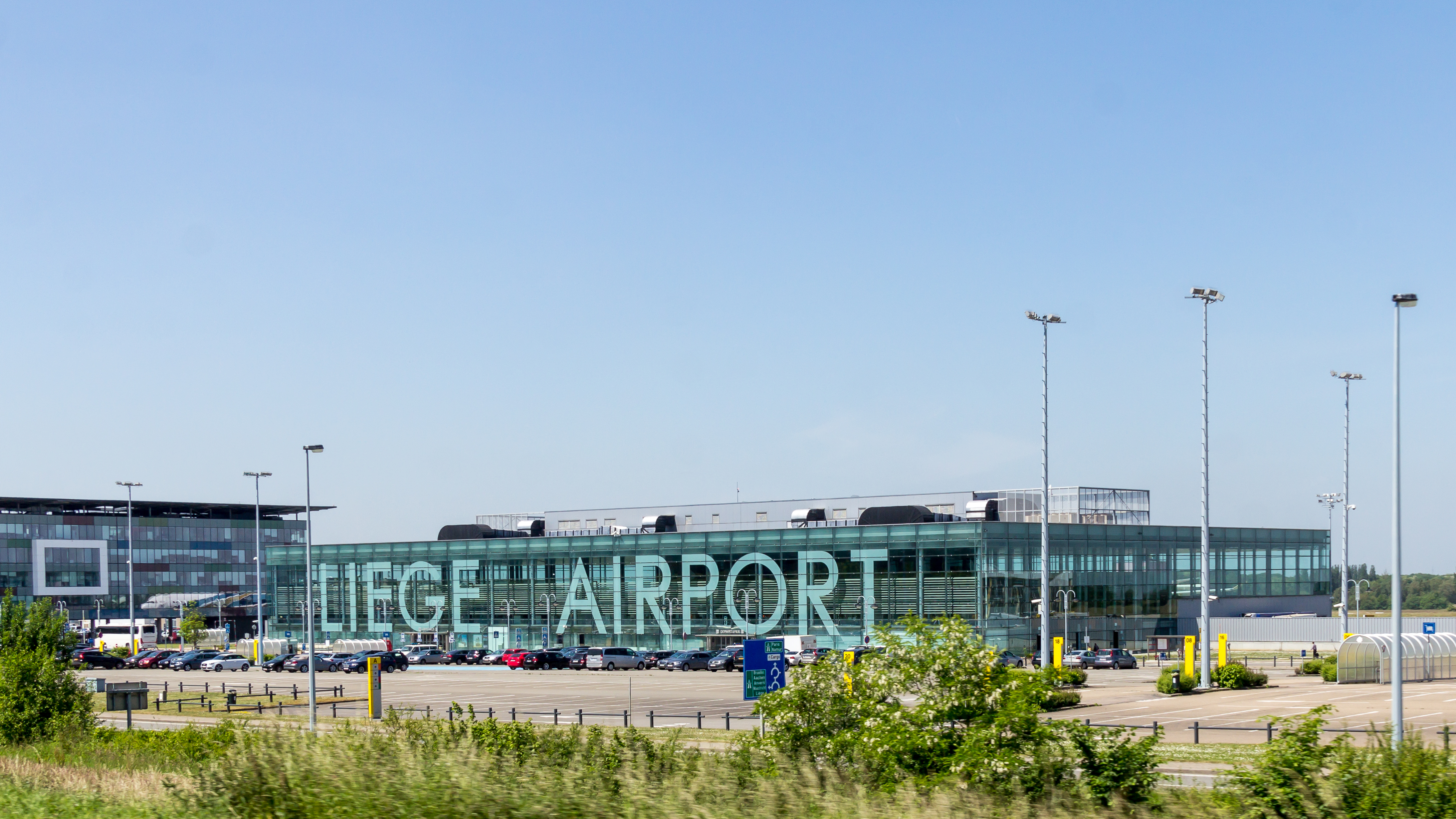
Пасажирський термінал аеропорту

Місто обслуговується аеропортом Льєж, розташованим у Б'єрсе, за кілька кілометрів на захід від міста. 
Це головна вісь доставки вантажів, а у 2011 році він був 33-м за завантаженістю вантажним аеропортом у світі. 

Пасажирських перевезень замало. Належить уряду Валлонії разом з деякими приватними інвесторами.

### Річковий
Порт Льєж, розташований на річці Маас, є третім за вантажообігом річковим портом у Європі. 
Льєж також має пряме сполучення з Антверпеном через канал Альберта та з Роттердамом через річку Маас. Він простягається на 26 кілометрів, складається з 32 портових зон і займає площу 3,7 км².

### Рейковий

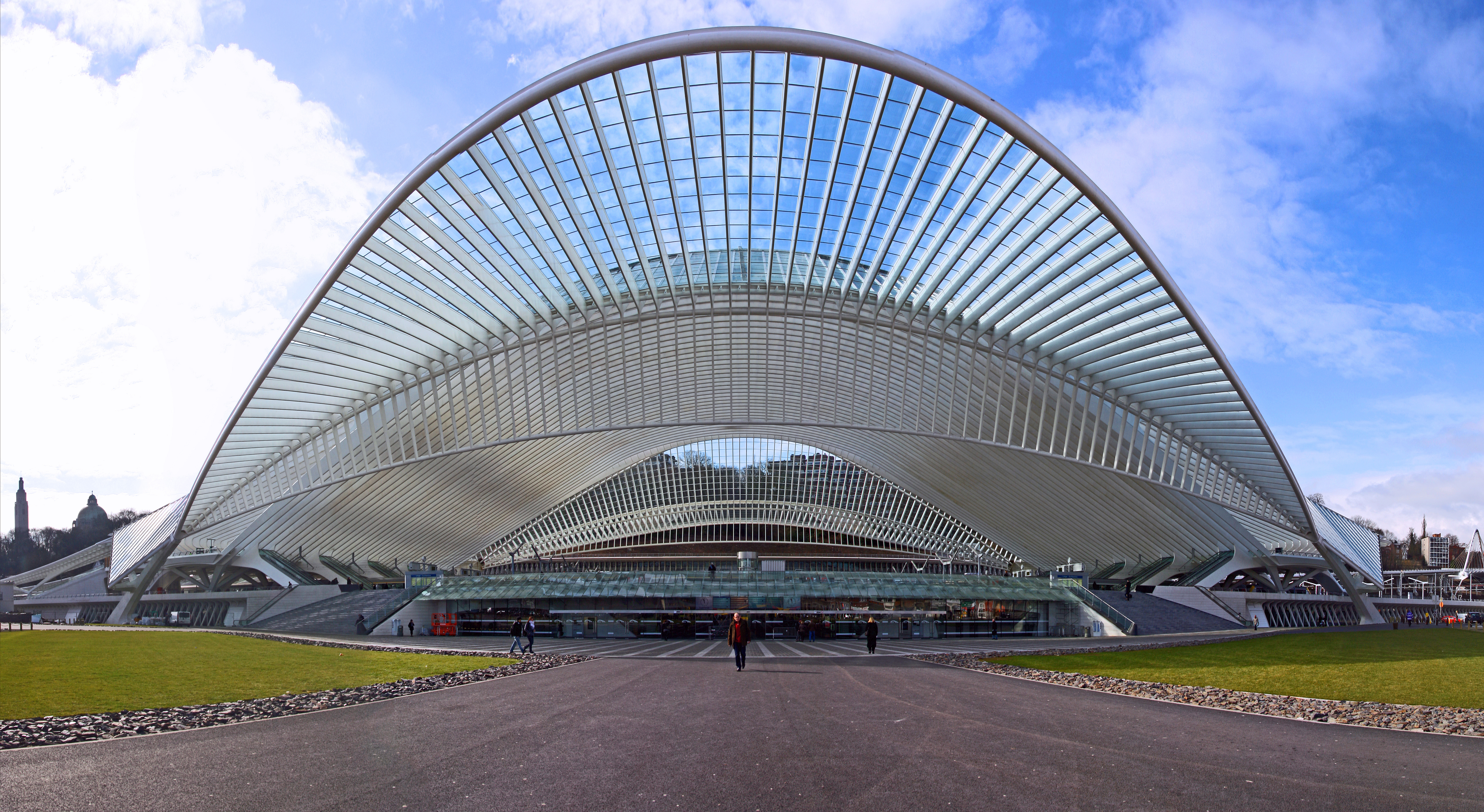
Залізнична станція Льєж-Гіємен

Льєж має пряме залізничне сполучення з багатьма містами Західної Європи. 
Його три головні залізничні станції — Льєж-Гіємен, Льєж-Карре та Льєж-Сен-Ламбер. 
Поїзди Intercity-Express та Thalys зупиняються на станції Льєж-Гійємен, забезпечуючи пряме сполучення з Кельном , Франкфуртом та Париж-Північний.
До 1967 року у Льєжі існувала трамвайна мережа. 
Відновлену трамвайну мережу відкрито 28 квітня 2025 року. 

### Автомобільний
Льєж розташований на перехресті європейських маршрутів E25, E42, E40 та E313.

## Культура
- Льєзький філармонічний оркестр
- Льєзька консерваторія
- Льєзький оперний театр

## Освіта
- Льєзький університет

## Спорт
У місті діють такі професійні футбольні клуби: «Стандард» та «Льєж»

## Визначні споруди і пам'ятки архітектури
- Льєзький собор Св. Павла (фр. Cathédrale Saint-Paule)
- Церква Св. Іакова (фр. Église Saint-Jacques)
- Колегіальна церква Св. Варфоломія з відомою купіллю (фр. Collégiale Saint Barthélemy)
- Колегіальна церква Св. Хреста (фр. Collégiale Sainte-Croix)
- Базиліка Святого Мартіна (фр. Collégiale Saint-Martin)
- Церква Святого Іоана-Євангеліста (фр. Collégiale Saint-Jean-l'Evangéliste)
- (фр. Collégiale Saint-Denis)
- Церква Св. Катерини (фр. Église Sainte-Catherine)
- Церква Св. Кристофа (фр. Église Saint Christophe)
- (фр. Église Saint-Pholien)
- (фр. Église Saint-Servais)
- Церква Св. Миколая (фр. Église Saint-Nicolas)
- (фр. Église Saint-Remacle)
- (фр. Église Saint-Gilles)
- Абатство Богоматері Миру (фр. Abbaye de la Paix-Notre-Dame)
- Каплиця Св. Роха (фр. Chapelle Saint-Roch)
- Каплиця Св. Августина (фр. Chapelle Saint-Augustin ou Chapelle de Bavière)
- Каплиця Служебниць Хреста (фр. Chapelle des Filles de la Croix)
- Церква Св. Антонія (десакралізована)- фр. Eglise Saint-Antoine
- Церква Св. Андрія (десакралізована)- фр. Eglise Saint-André
- Церква Непорочного Зачаття Богоматері (десакралізована)- фр. Eglise Notre-Dame-de-l'Immaculée-Conception

- Собор Св. Ламберта
- Церква Св. Джеймса
- Церква Святих Дарів (фр. Église du Saint-Sacrement)
- Палац принців-єпископів

## Визначні особистості
- Святий Ламберт (середина VII ст. — 705?) — Єпископ Маастрихту
- Піпін III Короткий (714—768) — король франків із династії Каролінгів, батько Карла I Великого
- Карл I Великий (742—814)
- Нотгер (930?-1008) — перший принц (князь)-єпископ Льежа
- Ламберт Ломбарт (1505—1566) — бельгійський художник
- Жорж Сіменон (1903—1989) — письменник, творець комісара Мегре.
- Жак Пельцер (1924—1994) — саксофоніст
- Френсіс Гойя (* 1946) — бельгійський композитор та гітарист.